# Okahandja

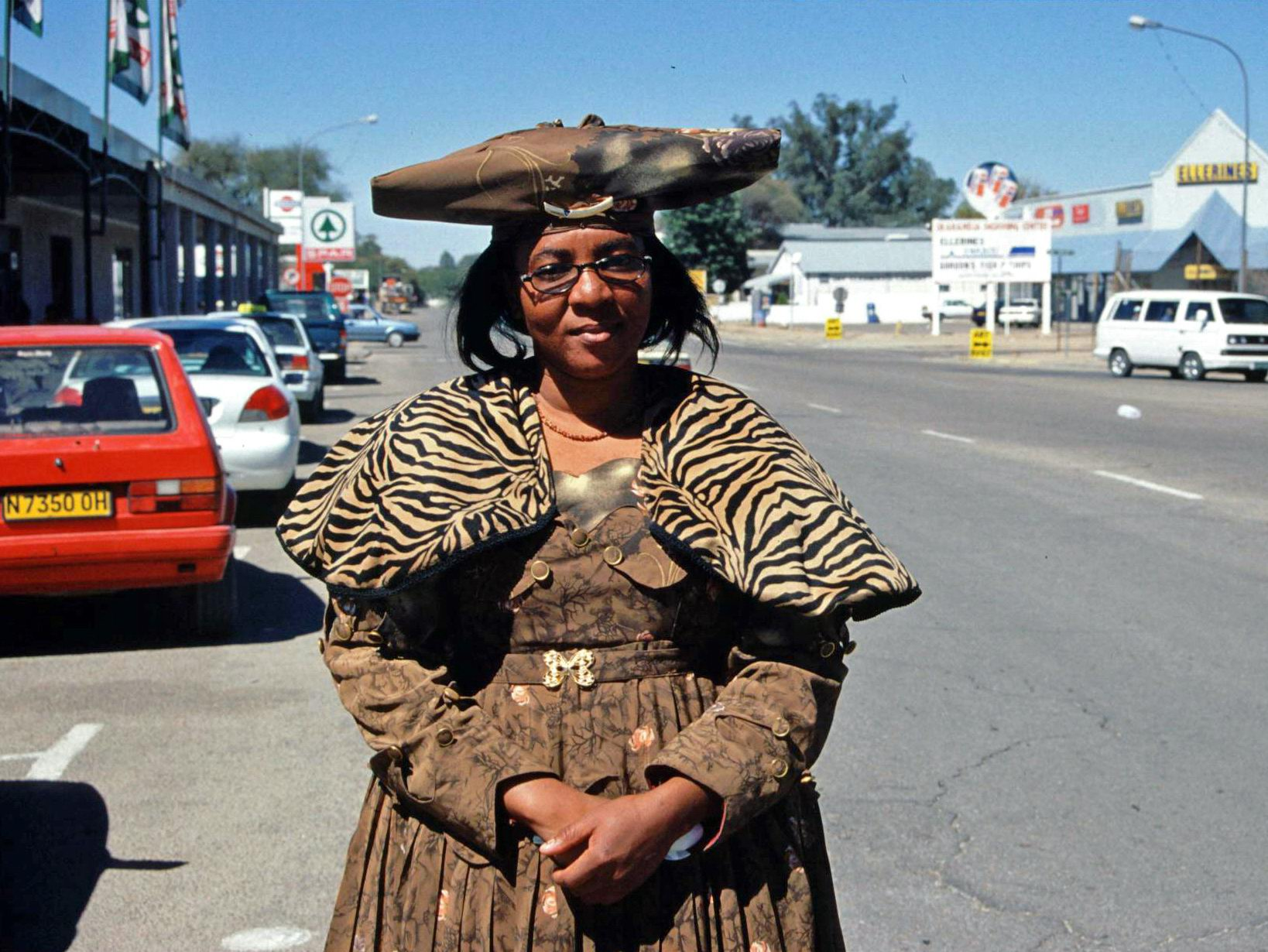
Hererokvinna på en gata i Okahandja.

Okahandja är en ort i regionen Otjozondjupa i centrala Namibia. Folkmängden uppgick till 22 500 invånare vid folkräkningen 2011, på en yta av 164,2 km².